# Mark Granovetter
Mark Granovetter 1 de junio de 1943 (81 años) es un sociólogo estadounidense de la Universidad de Stanford. Elaboró varias teorías sobre sociología moderna en los años 70. 
Dentro de sus estudios sobre análisis de redes sociales y en la sociología económica, cabe destacar su teoría de «la fuerza de los lazos débiles» o de los «vínculos débiles», enunciada en 1973. Pese a ello, esta teoría está vigente en el siglo XXI, y valorando la evolución de la sociedad, cada vez más.
En esta teoría Granovetter argumenta cómo la coordinación social se ve más influida de lo que valoramos habitualmente por vínculos débiles establecidos con anterioridad con otros actores con los que se tiene poco o ningún contacto, carencia de vínculos emocionales y escasos lazos relacionales y no tanto como creemos por lazos más fuertes como puede ser la familia o amigos.
Granovetter comprobó cómo se depende mucho más de lo que apreciamos de estos grupos, en especial en actividades como la búsqueda de trabajo o a la hora de organizar proyectos. Esta teoría cada día cobra más vigencia, y es que la relevancia de las redes sociales así como las redes profesionales favorecen este hecho.

## Algunas publicaciones
- Getting A Job: A Study of Contacts and Careers. Cambridge, Mass: Harvard University. 1974. ISBN 978-0-674-35416-6.
- Granovetter, M. (1978). «Threshold Models of Collective Behavior». American Journal of Sociology 83 (6): 1420-1443. JSTOR 2778111. doi:10.1086/226707.
- Granovetter, M. (1983). «The Strength of Weak Ties: A Network Theory Revisited». Sociological Theory 1: 201-233. JSTOR 202051. doi:10.2307/202051. Reimpreso en Marsden, Peter V.; Lin, Nan, eds. (1982). Social Structure and Network Analysis. Sage. ISBN 978-0-8039-1888-7.

- Granovetter, M. (1985). «Economic Action and Social Structure: The Problem of Embeddedness». American Journal of Sociology 91 (3): 481-510. JSTOR 2780199. doi:10.1086/228311.
- Nohria, Nitin; Eccles, Robert, eds. (1992). «Problems of Explanation in Economic Sociology». Networks and Organizations: Structure, Form, and Action. Boston, Mass: Harvard Business School. ISBN 978-0-87584-324-7.
- Granovetter, M. (2005). «The Impact of Social Structure on Economic Outcomes». Journal of Economic Perspectives 19: 33-50. doi:10.1257/0895330053147958.
- Onnela, J. -P.; Saramaki, J.; Hyvonen, J.; Szabo, G.; Lazer, D.; Kaski, K.; Kertesz, J.; Barabasi, A. -L. (2007). «Structure and tie strengths in mobile communication networks». Proceedings of the National Academy of Sciences 104 (18): 7332-7336. Bibcode:2007PNAS..104.7332O. PMC 1863470. PMID 17456605. arXiv:physics/0610104. doi:10.1073/pnas.0610245104.: estudio que confirma la hipótesis de Granovetter en una red de comunicaciones móviles.